# Koko (músico)
Cristián Daniel Stambuk Sandoval (Osorno, 16 de marzo de 1977) más conocido como Koko Stambuk o simplemente Koko; es un cantante, compositor y productor chileno, conocido por producir a Kudai, Supernova y Stereo 3 en colaboración con Cristián Heyne. A fines de 2009 editó su primer álbum solista, Valiente. Es además el líder de la banda de rock Glup!

## Carrera
Stambuk se mudó con Conny Céspedes 1996 desde su natal Osorno a Santiago de Chile, y colaboró en las bandas Sien, Merlín, y el grupo en vivo de Carlos Cabezas antes de afianzarse en Glup!, la primera banda en la que ejerció como total compositor. La experiencia le sirvió para continuar luego con encargos para televisión, teatro y cine en producciones como Los debutantes, En la cama y Cesante, entre otros. Sus composiciones salieron al extranjero a bordo de uno que otro capítulo de la popular serie Plaza Sésamo y la cinta mexicana Y tu hermana.
El trabajo de Stambuk en la banda de rock Glup! ha sido solo una etapa de su actividad musical, cada vez más vinculada a la producción y composición para otros proyectos; y, desde fines del 2009, también a cargo de una faceta de cantautor solista.
Su dupla con Cristián Heyne, en Packman, permitió la conceptualización y desarrollo de los tríos vocales Supernova y Stereo 3 (ambos compartidos en las tareas de composición y producción), con el primero lograron una nominación a los premios Grammy Latinos 2002 por mejor álbum de poppor dúo o grupo; así como del grupo Gufi. El éxito comercial de ambos proyectos le aseguró futuros encargos que no se han detenido hasta hoy, en los que Stambuk ejerce a la manera de un conceptualizador general de sonido y, a veces, imagen. 
A partir del año 2006, y en paralelo a sus estudios de teatro, Stambuk se ocupó en Frijoles, el primer experimento chileno en lo que se definió como un "grupo de ficción", y que integró en anonimato el trabajo de Stambuk, Luis Tata Bigorra (ex Los Tetas) y Chico Claudio. Frijoles presentó ese año el álbum Elefantes volviendo a casa, en el que el osornino quedó nuevamente a cargo de preparar las bases electrónicas e interpretar varios instrumentos.
En el intertanto no cesaron sus encargos de producción musical para los más diversos proyectos, tanto en Chile como en el extranjero. Consciente de su buena estrella, Stambuk decidió mudarse de modo estable a México, desde donde comenzó a trabajar como residente del D.F. en el año 2007. Además de supervisar grabaciones para gente como Luis Fonsi y Reik, el músico preparó allá su debut solista, impuesto en radios desde fines del 2009 a través del tema "Valiente", muy en la línea de un pop romántico amable y de adherencia auditiva asegurada. Es cierto que esas canciones podrían haber terminado en los discos de algunos de sus muchos clientes, pero, según Stambuk le explicó a EMOL, «de repente era más cómodo hacerlo como solista. A pesar de que a veces me daba un poco de miedo, finalmente pensé que podía ser mejor. Finalmente se volvió algo íntimo, así es que decidí agarrarlas y dejarlas para mí».

## Trabajos como productor
A sus ya mencionados trabajos en conjunto con Cristián Heyne en la dupla Packman, produciendo los discos para bandas de pop como Supernova y Stereo 3, se suman la fuerte participación de Stambuk en la producción y autoría de temas para la mayoría de los artistas de música pop en Chile, como Amango, canciones para los dos álbumes de Denise Rosenthal El Blog de la Feña y El blog de la Feña 2, CRZ, Kel, Six Pack, seis canciones del tercer álbum de Kudai Nadha, incluyendo los sencillos "Lejos de aquí", "Morir de amor" y "Disfraz". Internacionalmente ha producido temas para el álbum multi-platino Palabras del silencio de Luis Fonsi, además del éxito "Inolvidable" de Reik. también ha trabajado con el grupo g6
Ampliando sus dotes artísticos, el 2011 dirige el video musical "Men" de la cantante chilena Denise Rosenthal, con quien ya había trabajado anteriormente en la producción de sus discos. El video fue grabado el mes de febrero, en Santiago de Chile.
En el año de 2013, es productor y compositor del CD de la cantante mexicana Maite Perroni titulado "Eclipse de Luna", el cual cuenta con algunas participaciones suyas en el mismo como con la canción "Ojos Divinos". Además con dicha cantante tuvo una relación sentimental desde que empezó a producir su disco. 
El mismo año, empezó a producir el disco de Augusto Schuster, y de su primer sencillo We Can Dance.

## Discografía

### Álbumes con Glup!
- 1999: 1999
- 2000: Welcome Polinesia
- 2002: GLUP!

### Álbum con Los frijoles
- 2006: Elefantes Volviendo A Casa

### Discos solista
- 2009: Valiente

#### Sencillos
| Año      | Canción                | Álbum    | Máxima posición | Máxima posición | Máxima posición | Máxima posición | Máxima posición |
| Año      | Canción                | Álbum    | CHI             | ARG             | COL             | MEX             | ECU             |
| -------- | ---------------------- | -------- | --------------- | --------------- | --------------- | --------------- | --------------- |
| 2009     | Valiente               | Valiente | 5               | 1               | 56              | 33              | 40              |
| 2010     | Chicos y chicas        | Valiente | 11              | -               | -               | -               | 20              |
| 2010     | Bolero para una virgen | Valiente | -               | 41              | 34              | 22              | -               |
| 2011     |                        | Valiente |                 |                 |                 |                 |                 |
| Lágrimas | -                      | Valiente | 19              | -               | 25              | -               |                 |